# Arne & Carlos

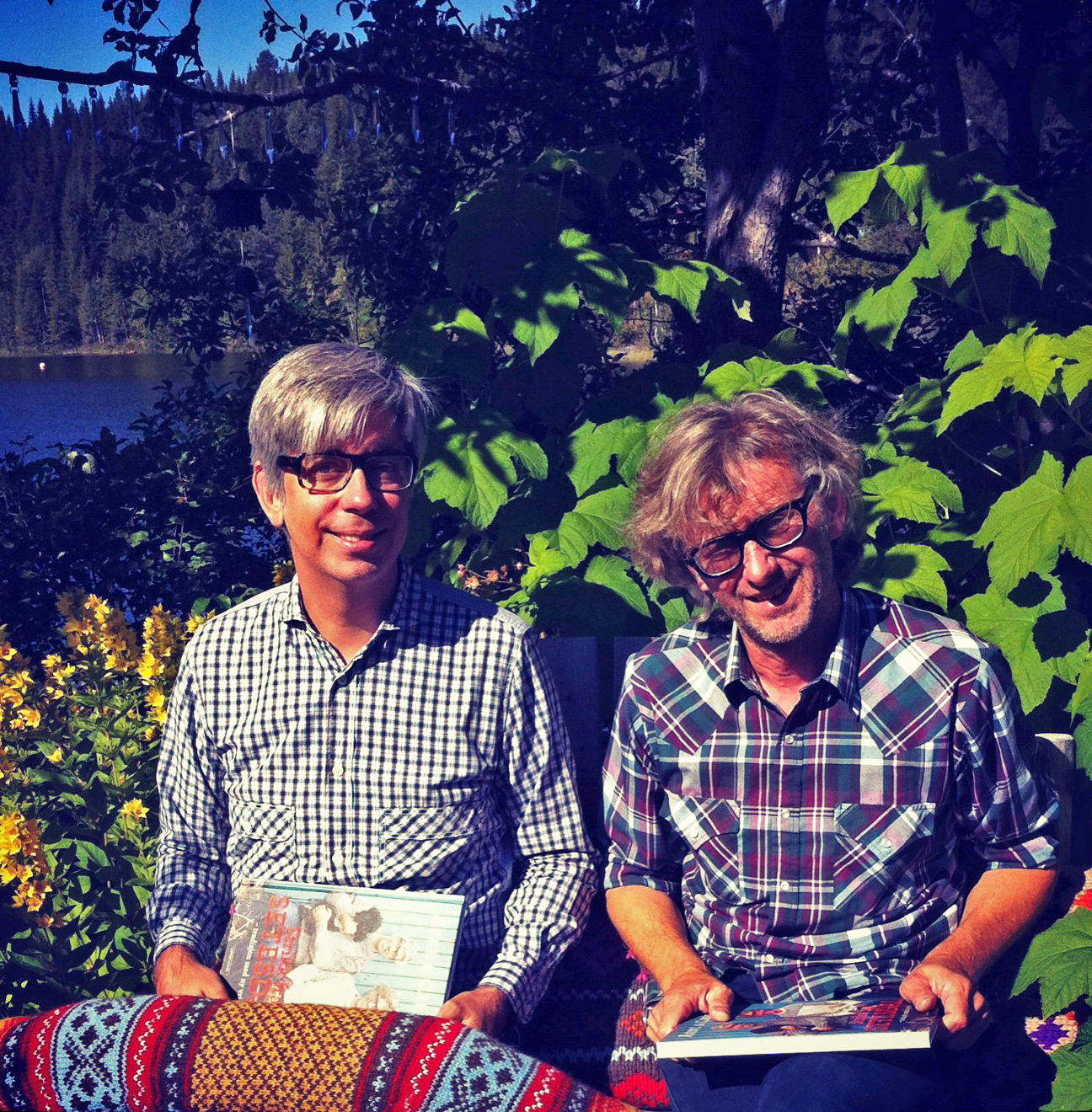
Arne et Carlos en 2013.

Arne & Carlos est un duo de stylistes composé du Norvégien Arne Nerjordet et du Suédois Carlos Zachrison. Leur travail se centre sur le tricot scandinave. De 2002 à 2008, Arne & Carlos conçoivent principalement des vêtements dans divers textiles pour leur propre marque de vêtement. Ils abandonnent ensuite cette production pour se concentrer sur la création de patrons de tricots de style scandinave (vêtements et objets de décoration), qu'ils vendent sur leur site et publient dans des livres. Ils sont des stars mondialement connues dans l'univers du tricot.

## Historique
Arne Nerjordet est né le 22 juin 1963 en Norvège, Carlos Zachrison le 26 août 1970 au Brésil.  
Arne Nerjordet s'est passionné pour le tricot dès son enfance, Carlos Zachrison plus tardivement. Arne Nerjordet était professeur à l'école de design de mode Esmod à Oslo lorsque lui et Carlos Zachrison se sont rencontrés en 1999. En 2002, les deux créateurs fondent la société Arne & Carlos, aujourd'hui installée dans une ancienne gare de Sør-Aurdal. À partir de 2007, ils se lancent dans la production de vêtements en tricot combinant des motifs traditionnels et des éléments plus modernes tels que des Space Invaders.  Leur marque de vêtements fait faillite en août 2008. Ils recréent une société à leur nom peu après, centrée sur le design. 
En 2008, leur renommée grandit lorsque Rei Kawakubo de la marque Comme des Garçons fait appel à eux pour la production de 400 julekuler (« boules de noël » en tricot) qui seront vendues autour d'une centaine d'euros chacune. Le succès rencontré par ces boules de noël en tricot incite le duo à publier un ouvrage proposant 55 modèles permettant de réaliser ces décorations. 52 000 copies du livre sont vendus la première année, ce qui en fait un succès à l'échelle de ce pays de 5 millions d'habitants. L'ouvrage sera traduit dans 17 langues, y-compris le français. 
Depuis lors, le duo a écrit toute une série d'ouvrages présentant leurs modèles de tricot et de crochet. Leurs ouvrages sont traduits dans de nombreuses langues, dont le coréen, le japonais. Ils animent par ailleurs une chaîne youtube éponyme, centrée sur le tricot manuel et où ils présentent des techniques de tricot. Arne et Carlos ont une renommée mondiale dans le monde du tricot,. 
En 2015, le musée d'Alta leur consacre une exposition.

### Ouvrages
- Boules de Noël : 55 modèles au tricot : en direct de Scandinavie, les Éd. de Saxe, 2011 (ISBN 978-2-7565-0774-3)
- Les poupées en tricot : en direct de Scandinavie, les Éd. de Saxe, 2012, 200 p. (ISBN 978-2-7565-1008-8, lire en ligne)
- Côté jardin : des ouvrages en laine toniques & colorés pour réveiller votre intérieur, les Éd. de Saxe, 2013, 136 p. (ISBN 978-2-7565-2037-7, lire en ligne)
- Tricot de Setesdal : la tradition revisitée, Ed. de Saxe, 2014, 144 p. (ISBN 978-2-7565-2333-0, lire en ligne)
- 30 chaussons feutrés et leurs motifs, Ed. de Saxe, 2015, 136 p. (ISBN 978-2756526003)
- Joyeuse Pâques au tricot, Ed. de Saxe, 2016 (ISBN 978-2756527253)
- Arne & Carlos, le best of, Ed. de Saxe, 2018, 264 p. (ISBN 978-2756532547)
- (bo) Tone Skårdal Tobiasson, Arne & Carlos : masker og snitt fra Tonsåsen, Voksen, Norges Husflidslag, 2007, 187 p. (EAN 9788291195315).